# Западен Сакраменто
Западен Сакраменто (на английски: West Sacramento) е град в окръг Йоло в щата Калифорния, САЩ. Западен Сакраменто е с население от 53 512 жители (по приблизителна оценка от 2017 г.) и обща площ от 59,2 km². ZIP кодът му е 95691, а пощенският − 916. Намира се на 6 m н.в. Получава статут на град през 1987 г.